# Medalla Mendel
La medalla Mendel de la Villanova University se estableció y se otorga a científicos sobresalientes que han hecho mucho por el avance de la ciencia y, por su vida y su posición como científicos, han demostrado que entre la verdadera ciencia y la verdadera religión no hay conflicto intrínseco.
La medalla de Mendel, en honor a Gregor Johann Mendel, abad del monasterio agustino de Brünn, en Austria, (ahora Brno, República Checa), que descubrió las célebres leyes de la herencia que ahora llevan su nombre, fue establecida en 1928 por el Consejo de Síndicos de la Universidad de Villanueva para reconocer los logros científicos y la convicción religiosa. La medalla Mendel fue otorgado por primera vez en 1929 y anualmente hasta 1943. Entre 1946 y 1968, la medalla de Mendel fue impuesta ocho veces. Después de un paréntesis de veinticinco años, se restableció en 1992 como parte de las celebraciones del sesquicentenario de la Universidad de Villanueva.
Entre los anteriores galardonados hay ganadores del Premio Nobel, investigadores médicos destacados, pioneros de la física, la astrofísica y la química y notables científicos-teólogos.

## Galardonados
- Betty Ferrell
- William Thomas Newsome, III 2022[1]
- Ellen Mosley-Thompson, Lonnie G. Thompson 2020
- Sylvia Earle 2019
- Veerabhadran Ramanathan 2018
- Olufunmilayo Olopade 2017
- Anthony Fauci 2016
- Brian Kobilka 2015
- W. Ian Lipkin 2014
- Sylvester James Gates 2013
- Ahmed H. Zewail 2012
- Joseph DeSimone 2011
- Robert Webster 2010
- Kenneth Miller 2009
- George Coyne 2008
- Margaret D. Lowman 2007
- Paul Farmer 2006
- Holmes Rolston III 2005
- Ralph F. Hirschmann 2004
- Janet Rowley 2003
- Ruth Patrick 2002
- Michael E. DeBakey 2001
- Peter C. Doherty 2000
- Charles H. Townes 1999
- Francis S. Collins 1998
- Peter H. Raven 1997
- Maxine F. Singer 1996
- Víctor Almon Mckusick 1995
- Phillip A. Sharp 1993
- Alfred M. Bongiovanni 1968
- Charles A. Hufnagel 1965
- Robert Michael White 1963
- James A. Shannon 1961
- William J. Thaler 1960
- James B. Macelwane 1955
- Frank M. Piasecki 1954
- John C. Hubbard 1946
- George Sperti 1943
- Joseph A. Becker 1942
- Eugene M. K. Geiling 1941
- Petrus J. W. Debye 1940
- John Montgomery Cooper 1939
- Thomas Parran 1938
- Pierre Teilhard de Chardin 1937
- Julius Arthur Nieuwland 1936
- Francis Owen Rice 1935
- Georges Lemaître 1934
- Hugh Stott Taylor 1933
- Francis Patrick Garvan 1932
- Karl Herzfeld 1931
- Albert Francis Zahm 1930
- John Albert Kolmer 1929